# Tipula (Formotipula) rufizona
Tipula (Formotipula) rufizona is een tweevleugelige uit de familie langpootmuggen (Tipulidae). De soort komt voor in het Palearctisch gebied.